# 宍戸治一
宍戸 治一（ししと はるひと、1982年12月23日-）は、宮城県玉造郡岩出山町（現:大崎市岩出山地区）出身のプロバスケットボール選手。身長173cm、体重79kg。ニックネームは「ハル」。名字は「ししど」ではなく「ししと」である。

## 来歴
9歳の時にバスケットボールを始める。岩出山町立岩出山中学校、仙台高校を経て明治大学を卒業。中学時代は東北大会3位、全国中学オールスター2位。仙台高2年、3年時には、主将を務めた志村雄彦（慶應義塾大‐東芝ブレイブサンダース-仙台89ERS）、佐藤濯（日本体育大‐大塚商会-レラカムイ北海道）らとともにウィンターカップ連覇を果たした。
2005年、ドラフト外で大阪エヴェッサに入団。主に、ベンチから出場し、持ち前のスピードで試合の流れを変える役割を担い、大阪のリーグ優勝に貢献。40試合に出場、平均2.35得点。2006年、右足のケガなどもあったが、昨季まで不動のポイントガードだったマット・ロティックがシューティングガードにコンバートされたため、初のスタメン出場を果たすなど出場時間を大幅に増やした。2008年、富山グラウジーズへ移籍。2009年、埼玉ブロンコスへ移籍。2010年、FA宣言をした上で埼玉に残留。2011年、レバンガ北海道へ移籍
オフェンス面では、抜群のスピードとボディバランスを生かした突破力がある。チーム内では、主に得点源の外国人選手にボールを供給する役目を担うが、ノーマークでボールを受ければ、躊躇なく外角シュートを狙う積極性も出てきた。得点は、リバウンドや相手ターンオーバーから速攻に持ち込んでのレイアップシュート、ミドルシュートが多い。腰を低く落として相手ガードに食らいつくディフェンスには粘り強さがあるが、低い身長からミスマッチを突かれて得点を許す場面も見られる。

## 豆知識
- 2006-2007シーズン終了後のブースター感謝祭では、修二と彰の青春アミーゴを歌った。
- お笑い好きであり、土曜の昼は必ずよしもと新喜劇を見ている。好きなお笑い芸人は笑い飯。
- チームメイトだった加藤真とは同い年で同郷（大崎市）出身。